# Magnetisörens femte vinter
Denna artikel handlar om Per Olov Enquists roman Magnetisörens femte vinter. För filmen med samma namn, se Magnetisörens femte vinter (film).
Magnetisörens femte vinter är en roman av Per Olov Enquist utgiven augusti 1964. Boken brukar betraktas som Enquists genombrott som författare. Den filmatiserades 1999.

## Handling
Handlingen är förlagd till den tyska staden Seefond vintern 1793.
Friedrich Meisner kommer till staden. Han är magnetisör och ryktet säger att han kan bota sjukdomar. Läkaren Claus Sehlingers dotter Maria är blind sedan tio års ålder och Meisner tillkallas för att ge henne synen tillbaka. Han lyckas och Sehlinger börjar att arbeta för Meisner.
Ryktet om Meisners storhet sprider sig och han beskrivs som en undergörare. Mängder av folk strömmar till för att försöka få allehanda olika åkommor botade. Men Meisner är emellertid inte enbart intresserad av att bota sjukdomar. Han förgriper sig sexuellt på en av sina patienter. Vidare börjar hans förflutna hinna ifatt honom och det uppdagas att han tidigare har begått brott.
Meisner går successivt från att vara en undergörare till att bli en kvacksalvare. I romanens avslutande kapitel delges läsaren en rättegång som hålls mot Meisner. Romanen avslutas dock innan domen förkunnas.

## Karaktärer (urval)
- Friedrich Meisner, en magnetisör som kan bota sjukdomar.
- Claus Sehlinger, en läkare i staden Seefond.
- Maria Sehlinger, Claus dotter. Blind sedan franska soldater berövat henne synen vid tio års ålder. Meisner gör så att hon får synen åter.
- Vävaren, Meisners kompanjon.

## Utgåvor
Magnetisörens femte vinter har getts ut i sju olika utgåvor på svenska. Merparten av dessa har getts ut av Norstedts (1964, 1967, 1988, 2001, 2009). Titeln har även getts ut på Bra Böckers förlag (1975) och Månpocket (1999).

### Översättningar
Magnetisörens femte vinter finns översatt till tolv språk: engelska, tyska, franska, danska, ryska, spanska, finska, polska, nederländska, tjeckiska, estniska och lettiska.

## Adaption
Magnetisörens femte vinter filmatiserades 1999.